# Henryk Szordykowski
Henryk Jan Szordykowski (* 3. Juni 1944 in Iłowo-Osada; † 25. Dezember 2022) war ein polnischer Mittelstreckenläufer.
Bei den Europameisterschaften 1966 in Budapest wurde er Achter über 1500 Meter. 1968 schied er bei den Olympischen Spielen in Mexiko-Stadt über 800 Meter im Vorlauf aus und wurde Siebter über 1500 Meter.
1969 gewann er bei den Europäischen Hallenspielen in Belgrad Silber über 800 Meter und Gold in der gemischten Staffel. Bei den Europameisterschaften in Athen folgte Bronze über 1500 Meter.
Im Jahr darauf siegte er bei den Halleneuropameisterschaften 1970 in Wien über 1500 Meter. 1971 verteidigte er bei den Halleneuropameisterschaften in Sofia diesen Titel und errang Silber bei den Europameisterschaften in Helsinki.
Bei den Olympischen Spielen 1972 in München erreichte er über 1500 Meter das Halbfinale. Bei den Halleneuropameisterschaften gewann er über diese Distanz 1973 in Rotterdam und 1974 in Göteborg zwei weitere Goldmedaillen; bei den Halleneuropameisterschaften 1975 in Kattowitz wurde er Sechster.
Dreimal wurde er polnischer Meister über 800 Meter (1966, 1967, 1969) und viermal über 1500 Meter (1968, 1971, 1972, 1974). In der Halle holte er 1974 den nationalen Titel über 1500 Meter. Außerdem wurde er 1969 und 1971 US-Meister im Meilenlauf.

## Persönliche Bestzeiten
- 800 m: 1:46,6 min, 30. Juli 1968, Grosseto
  - Halle: 1:47,1 min, 8. März 1969, Belgrad
- 1000 m: 2:19,1 min, 18. Juli 1967, Wałcz
- 1500 m: 3:38,2 min, 29. August 1969, Warschau
  - Halle: 3:41,4 min, 14. März 1971, Sofia
- 1 Meile: 3:57,61 min, 26. August 1977, Berlin
  - Halle: 3:58,9 min, 12. Februar 1971, Los Angeles
- 2000 m: 5:02,4 min, 30. Juni 1976, Warschau
- 3000 m: 7:50,2 min, 22. Juni 1976, Bydgoszcz
- 5000 m: 13:33,58 min, 20. August 1975, Zürich